# Kraftwerk Cassano d’Adda
Das Kraftwerk Cassano d’Adda (italienisch Centrale termoelettrica di Cassano d’Adda) ist ein GuD-Kraftwerk in der Gemeinde Cassano d’Adda, Metropolitanstadt Mailand, Region Lombardei, Italien, das am Muzza-Kanal liegt. Es ist im Besitz von A2A und wird auch von A2A betrieben.
Der Eigentümer A2A gibt für die installierte Leistung des Kraftwerks ab dem Jahr 2015 in den Umweltschutzerklärungen (Dichiarazione Ambientale ) 760 MW an; in der Erklärung für das Jahr 2013 wurden 995 MW angegeben. Weitere Angaben zur maximalen Leistung des Kraftwerks sind: 760 848 990 oder 1000 MW.

## Kraftwerksblöcke
Das Kraftwerk besteht mit Stand August 2023 aus einem Block, der in Betrieb ist. Die folgende Tabelle gibt einen Überblick:
| Block | GT/DT | Max. Leistung (MW) | Betriebsbeginn | Turbine | Generator | Dampfkessel | Status                        |
| ----- | ----- | ------------------ | -------------- | ------- | --------- | ----------- | ----------------------------- |
| 1     | GT    | 155                | Juni 2001      | Ansaldo |           | Ansaldo     | Stillgelegt am 1. Januar 2014 |
| 1     | DT    | 75                 | 1961           |         |           |             | Stillgelegt am 1. Januar 2014 |
| 2     | GT    | 250                | Oktober 2003   | GE      |           | STF         |                               |
| 2     | GT    | 250                | Februar 2006   | GE      |           | STF         |                               |
| 2     | DT    | 260                | 1984           |         |           |             |                               |

Das Unternehmen Wärtsilä erhielt 2022 den Auftrag zur Lieferung von sechs Gasmotoren vom Typ 50SG, die auf dem Kraftwerksgelände installiert werden sollen; sie sollen 2023 in Betrieb gehen. Die Gasmotoren leisten zusammen maximal 110 MW und sollen zum Ausgleich der schwankenden Erzeugung von erneuerbaren Energien dienen.
Die 1984 installierte Dampfturbine hatte ursprünglich eine Leistung von 320 MW. Das Kraftwerk versorgt das Fernwärmenetz der Gemeinde Cassano d’Adda.